# Berliner Außenring
A berlini külső gyűrű (német nyelven: Berliner Außenring, BAR) egy 125 km hosszúságú, normál nyomtávolságú, kétvágányú, villamosított vasútvonal, amelyet eredetileg a Német Demokratikus Köztársaság épített Nyugat-Berlin elkerüléséhez, hogy előkészítse a berlini fal megépítését Németország felosztása során. Kelet-Németország 1951 és 1961 között gazdasági, közlekedéspolitikai és katonai okokból fejlesztette, és néhány régebbi vonal (Külső teherforgalmi gyűrű, Jüterbog-Nauen vasútvonal és Michendorf-Großbeeren vasútvonal) részeit is magában foglalta.
A külső gyűrű befejezése nélkül nem lehetett volna megépíteni a berlini falat, amely elzárta Nyugat-Berlin területét, anélkül, hogy Kelet-Németország közlekedési kapcsolatai megszakadtak volna. Hasonló okokból épült meg a Potsdam-Schönefeld gyorsforgalmi út is.
A Külső gyűrű elnevezést azért használják, hogy megkülönböztessék a vonalat a Berlin belsejében lévő vonaltól.

## Útvonal
A külső gyűrű a déli Anhalt vonalától indulva Genshagener Heide-től a Schönefeld repülőtér, Grünau Cross, Wuhlheide, Schönfließ, Golm, Potsdam Pirschheide, Saarmund, majd vissza Genshagener Heide felé halad.

## Története
A 19. század végén a hadsereg külső összeköttetést keresett a Berlinből kiinduló vasútvonalak között. Egy ilyen vonal a teherforgalom szempontjából is előnyös volt. 1902-ben megnyílt az elkerülő vasút (Umgehungsbahn), amely a magdeburgi vasút, a Lehrte vasút és a hamburgi vasút között Wildpark állomás (ma Potsdam Park Sanssouci állomás) között Wustermarkon és Nauen keresztül összekötötte a Magdeburgi vasútvonalat. A következő években a vonalat meghosszabbították az anhalti vonalon Jüterbogig és a porosz északi vonalon Oranienburgig. Az 1920-as években a Berlin-Blankenheim vonalon megépült a seddini rendezőpályaudvar, majd Saarmundon keresztül az anhalti vonalon Großbeerenhez csatlakozott. Az 1930-as évek elején ennek a kapcsolatnak a keleti folytatását tervezték Schönefeld-en keresztül Wuhlheide-ig, ami megközelítette volna a jelenlegi külső körgyűrű útvonalát. A náci időszakban 1940/1941-ben megépült a Berlini Külső Teherforgalmi Gyűrű (Güteraußenring), amely ideiglenes összeköttetést teremtett az anhalti vonalon fekvő Teltowtól Schönefelden keresztül Kelet-Berlinbe, és Berlin-Karownál csatlakozott a Stettin vasúthoz. Ez lényegesen közelebb volt Berlin déli külvárosához, mint a korábbi terv és a jelenlegi külső gyűrű.
Németország és Berlin második világháború utáni felosztása miatt a szovjet zónaigazgatás, majd később a keletnémet kormányzat hatékony nyugat-berlini elkerülő utat épített. Ennek első lépéseként 1948-ban Werder és Golm között, valamint a Berlin-Görlitz vonal és az északi Berlin-Grünau között a külső teherforgalmi gyűrűhöz csatlakozó kapcsolatokatt építettek. 1950-ben Berlin-Karownál építettek egy összeköttetést a Heidekraut-vasút Basdorfjával, amely Wensickendorfon keresztül Oranienburgig csatlakozik az Északi Vasúthoz.

### A külső gyűrű kialakítása

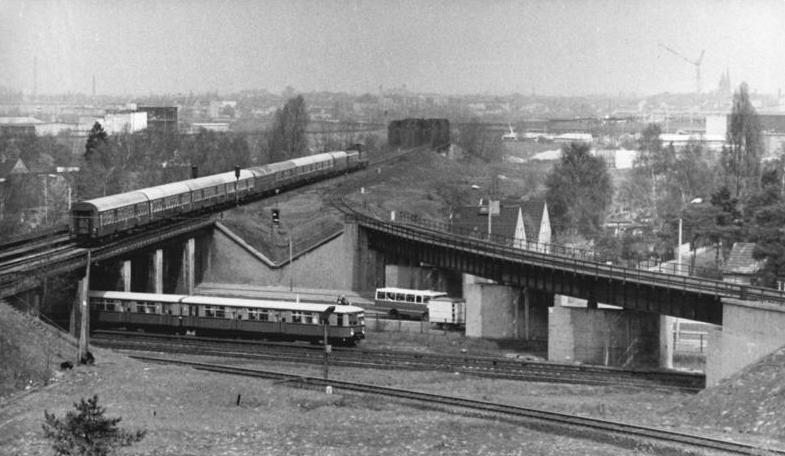
A Grunau-kereszteződés 1980-ban

1951. július 8-án nyitották meg a Genshagener Heide és Schönefeld közötti szakaszt, valamint a Genshagener Heide keleti és Ludwigsfelde, illetve a Glasower Damm keleti és Blankenfelde közötti összekötő íveket. Ezt követte 1951. augusztus 12-én a Schönefeld-Grünau kereszteződés megnyitása, majd ugyanezen év december 2-án annak Wendenheide-ig történő meghosszabbítása. 1952. november 22-én megnyílt a Külső teherforgalmi körgyűrűtől a mai Karow kereszteződés és Bergfelde közötti szakasz, valamint a Bergfelde csomóponttól Birkenwerderig tartó összekötő ív. A következő lépések a Karow West csomóponttól Blankenburgig tartó összekötő ív megnyitása (1953), a Wuhlheide rendezőpályaudvar megnyitása (1953. október 1.), és ezzel egyidejűleg a Bergfelde és Falkenhagen, valamint Brieselang közötti szakasz megnyitása, kezdetben egyvágányúként. Ezt követte 1953 és 1955 között a Karow nyugati csomópont és Karow északi csomópont közötti összekötő ív megnyitása, a korábbi Brandenburgi Gyűrű vonalának kétvágányúvá való átépítése Saarmund és Genshagener Heide között, valamint több összekötő ív megnyitása: Hennigsdorf nyugati csomópont és Hennigsdorf, Hennigsdorf keleti és Hennigsdorf között, Hohen Neuendorf nyugati és Birkenwerder között, valamint Falkenhagen és Finkenkrug és Brieselang között. 1955. október 2-án megnyitották a Falkenhageni csomópont és Wustermark közötti szakaszt, valamint a Wustermarki teherpályaudvar és Wustermark közötti összekötő íveket. 1955. december 11-én megnyitották a Wustermark csomópont és az Elstal csomópont közötti vonalat, ezzel befejeződött a Golm és Elstal közötti összeköttetés a brandenburgi körgyűrűvel.
A vonal utolsó szakasza a Saarmund és Golm közötti nehéz szakasz volt a Templiner See-en keresztül. 1956. szeptember 30-án megnyitották a forgalom előtt a Potsdam déli része és Werder közötti összekötő vonalat, ezzel teljessé vált a gyűrű. Ezt több összekötő kapcsolat követte: Nesselgrundtól keletre Wilhelmshorstig és Golmtól Wildparkig (1957. szeptember 28.), Genshagener Heide-től Birkengrundig (északnyugati ív, 1958. június 1.), Werdertől Golmig (1959. február 6.) és végül Glasower Damm - Blankenfelde (délnyugati ív, 1961. május 25.).
1958-ban a berlini S-Bahn tarifarendszerének részeként a külső gyűrűn személyvonatok közlekedtek. Mivel ez az első szovjet műhold fellövését követte, ezeket a vonatokat, amelyek részben körpályán közlekedtek Nyugat-Berlin körül, "Szputnyikoknak" nevezték.

## Utasforgalom
A külső körgyűrű teljes hosszában nincs személyszállítási szolgáltatás, de számos járat részben kiszolgálja azt.
| Járatszám | Kiszolgált állomások | Gyakoriság |
| --------- | --- | ---------- |
| RE6       | Spandau – Falkensee – Hennigsdorf – Pritzwalk – Wittenberge | óránként   |
| RE7       | Dessau – Belzig – Wannsee – Berlin Hbf – Berlin Ostbahnhof – Berlin Schönefeld Airport – Blankenfelde – Wünsdorf-Waldstadt | óránként   |
| RB12      | Lichtenberg – Hohenschönhausen – Oranienburg – Templin Stadt | óránként   |
| RB14      | Nauen – Spandau – Berlin Hbf – Berlin Ostbahnhof – Berlin Schönefeld Airport – Königs Wusterhausen – Lübbenau – Senftenberg | óránként   |
| RB20      | Potsdam – Golm – Hennigsdorf – Hohen Neuendorf West – Oranienburg | óránként   |
| RB21      | Griebnitzsee – Potsdam – Golm – Marquardt - Priort - Wustermark | óránként   |
| RB22      | Berlin Friedrichstraße, Berlin Hbf, Berlin Zoologischer Garten, Berlin-Charlottenburg, Berlin-Wannsee, Potsdam Griebnitzsee, Potsdam Hbf, Potsdam Charlottenhof, Potsdam Park Sanssouci, Golm, Saarmund, Ludwigsfelde-Struveshof, Berlin-Schönefeld Flughafen, Königs Wusterhausen | óránként   |
| RB60      | Lichtenberg – Hohenschönhausen – Bernau – Eberswalde – Wriezen – Frankfurt (Oder) | óránként   |